# Canon de 75 mm modèle 1912 Schneider
Die Canon de 75 mm modèle 1912 Schneider war ein französisches Feldgeschütz im Kaliber 75 mm des Rüstungsunternehmens Schneider et Cie. Die für die französische Kavallerie vorgesehene Kanone wurde ab 1912 bei den Truppen eingeführt und während des Ersten Weltkrieges eingesetzt. Im Serbienfeldzug 1914 war das Geschütz den österreichischen Stahlbronze-Geschützen deutlich überlegen. Das Geschütz wurde im Laufe des Krieges der Standardisierung wegen und der vergleichsweise geringen Leistungsfähigkeit wieder durch die ältere Canon de 75 mm modèle 1897 verdrängt. Es wurden weitere Konfigurationen für den Export entwickelt und gebaut.

## Geschichte
Die französische Armee beabsichtigte ihre bislang mit der Canon de 75 modèle 1897 (soixant-quinze) ausgestatteten Kavalleriedivisionen mit einem neuen, v. a. leichteren Geschütz auszustatten. Es wurde ein Maximalgewicht von 1560 kg gefordert. Vorangegangene Versuche die incl. Protze 1970 kg schwere soixant-quinze auf das geforderte Gewicht zu bringen waren gescheitert, das Geschütz an sich wog allein 1205 kg. Es wurde zudem ein schnell feuerndes Feldgeschütz gefordert, das die Standardmunition der soixante-quinze verwendet. Anders als gewöhnlich wendete sich das Militär mit dieser Entwicklungsanforderung nicht an die staatlichen Arsenale, sondern an private Rüstungsunternehmen.
Der Waffenhersteller Schneider et Cie hatte im Vorfeld unter der Bezeichnung Canon de 75 de Cavalerie Schneider; Specification du Matériel 3 '' P.D. 13 bereits ein Geschütz für den Export nach Russland entwickelt. Das Kürzel bedeutet: Nennkaliber 3'' (76,2mm), P = puissant (frz.: leistungsfähig), D = ligne de mire organisée pour la division des opérations de pointage, 13 ist der Typschlüssel des Geschosskalibers. Das Geschütz war mit einem Rohrrücklaufsystem und einem Schnellverschluss ausgestattet es war zudem mit 950 kg vergleichsweise leicht. Aufgrund dieser Merkmale war die Konstruktion grundsätzlich geeignet, es musste nur das Rohr an die französischen Standardmunition angepasst werden. Der Projektnahme war P.D.bis. Unter der Herstellerbezeichnung Canon de 75 de Cavalerie Schneider; Specification du Matériel 75. 1912 S. wurde eine Anpassung des Kalibers auf die französische Standard 75mm Patronenmunition durchgeführt und ab dem Frühjahr 1912 als Canon de 75 mm modèle 1912 Schneider den Einheiten zugeteilt. Hauptunterschied des Typs 75. 1912 S. zum Typ 3'' P.D. 13 war das geänderte Rohr im Kaliber 75 mm anstatt 3'' mit einer Rohrlänge von 25,4 Kalibern gegenüber 27 Kalibern. Durch das geänderte Rohr und den anderen Munitionstyp änderten sich in geringem Umfang die Richtwinkel, die maximale Schussreichweite verringerte sich um 900 m bzw. 500 m. Aufgeprotzt wog das Geschütz 1520 kg mit Protze bzw. 1617 kg mit Munitionswagen. Das Geschütz wog dabei voll ausgerüstet 1062 kg, der Zugwagen 555 kg.
Mit dem neuen Modell sollten zehn Gruppen berittene Artillerie, jede zu drei Batterien mit je vier Geschützen, ausgerüstet werden. Jedes Geschütz wurde von sechs Pferden gezogen. Bei Kriegsbeginn war die Umrüstung allerdings noch nicht abgeschlossen, und mehrere der Batterien verwendeten noch die Canon de 75 mm modèle 1897. Die Geschütze für weitere 12 Batterien wurden im September 1914 bestellt und im Mai 1915 geliefert. Im gleichen Monat wurden weitere 200 Geschütze bestellt, die im Laufe des Jahres 1916 geliefert wurden. Nach diesen beiden Aufträgen wurde die Produktion wegen der Standardisierung zugunsten der soixant-quinze eingestellt. Ob und wie viele der Geschütze aufgebraucht, ausgemustert und verschrottet wurden, ist nicht zweifelsfrei zu klären, gleiches gilt für Verluste aus Einsätzen. Eine unbekannte Anzahl französischer Geschütze gingen nach dem Krieg an Polen und wurden während des Sowjetisch-Polnischen Krieges eingesetzt. Die Variante 75. 1912 S. wurde im Ersten Weltkrieg auch durch das Königreich Serbien eingesetzt, Belgien erhielt ebenfalls Modelle dieses Typs. Für den italienischen Markt sind zwei Typen dokumentiert: 75. A. und 75. P.D. 12. Die Stückzahlen und der weitere Verbleib der exportierten Modelle sind unklar.
Die Canon de 75 mm modèle 1912 Schneider ist nicht zu verwechseln mit der recht ähnlich konstruierten Canon de 75 de Campagne Schneider; 75, 1914 S.; 75 G.C.S und der Canon de 75 mm modèle 1915 Saint-Chamond. Auch die im Char Schneider CA1 ursprünglich eingesetzte 75mm Blockhauskanone; 75. B. S. ist ein anderer Typ desselben Herstellers.